# Монгольське завоювання Середньої Азії
Монгольське завоювання Середньої Азії проходило в два етапи. В 1218 році монголи розгромили свого старого противника Кучлука, що став незадовго до цього гурханом Каракитайської держави (Кара-киданської), причому каракитайська територія була поділена між Монгольською імперією і Хорезмом. До осені 1219 року почалася війна з Хорезмом, яка тривала до весни 1223 року. У цей період була завойована основна частина держави Хорезмшахів від Інда до Каспійського моря. Останній Хорезмшах Джелал ад-Дін Манкбурни, ще кілька років надавав опір монголам, зрештою був переможений і загинув в 1231 році.

## Війна зКаракитаєм
Каракитаї, що були залишками киданей з династії Ляо (907—1125) і вигнані з Китаю чжурчженямі династії Цзінь, в басейні річок Талас і Чу (Семиріччя) змогли створити свою державу. Заснував державу кара-кіданей родич останнього імператора династії Ляо Елюй Даші. В 1124 році молодий Елюй Даші, вчений, знавець давньої китайської поезії, не чекаючи остаточного розгрому «Залізної» імперії, відвів на захід сорок тисяч воїнів, влаштувався в Середній Азії, звідки в майбутньому планував завдати удару по чжурчженям і відродити імперію Ляо, підпорядкував собі роздроблені племена, підкорив фортеці Кашгар і Хотан.
Чорні кидані зайняли домінуючі позиції в регіоні Центральної Азії в 12 столітті, завдавши в битві при Катвані нищівної поразки сельджукам султана Санджара і Караханідів. Однак, їх імперія незабаром була ослаблена постійними повстаннями і міжусобними війнами, що зробило можливим швидке завоювання киданської імперії в 1211 році найманами на чолі з ханом Кучлуком, за активної підтримки хорезмшаха Мухаммеда, що платив до цього данину каракитаям, із яким Кучлук уклав проти свого сюзерена союз.
Кучлук, до того часу ховався від монголів Чингісхана, отримав притулок при дворі гурхана Чжулху і дозвіл зібрати залишки армії, розбитої при Іртиші, що, однак, не завадило йому узурпувати престол, ледь він придбав під свою руку досить сильне військо.
Після короткої, але рішучої військової кампанії союзники залишилися у великому виграші, а гурхан був змушений відмовитися від влади на користь непроханого гостя В 1213 році гурхан Чжулху помер, і найманський хан став повновладним правителем Семиріччя. Ставши непримиренним противником Хорезма, Кучлук почав у своїх володіннях гоніння на мусульман, чим викликав ненависть осілого населення Жетісу. Карлуцький хан Арслан хан, а потім і правитель Алмалику Бузар відійшли від найманів і оголосили себе підданими Чингісхана.
Найманський царевич кілька разів робив походи проти Бузара, тоді той у пошуках допомоги підкорився Чингісхану. Під час полювання Бузар потрапив у полон до Кучлука, який потім безуспішно облягав Алмалик. У відповідь на це васали Чингісхана звернулися до нього за допомогою. У 1216 році Чингісхан направив двадцятитисячний загін на чолі з Джебе покарати найманського хана. У зв'язку з наближенням монгольського загону Кучлук зняв облогу міста, убив Бузара і повернувся в Кашгар.
Монголи завоювали Семиріччя й Східний Туркестан, якими володів Кучлук. У першій же битві Джебе розгромив найманів. Монголи дозволяли мусульманам публічне богослужіння, заборонене раніше найманими, що сприяло переходу всього осілого населення на бік монголів. Після жорстокого свавілля Кучлука люди Кашгара, Яркенда і Хотана вважали прихід монголів «однією з милостей Аллаха». Жителі Баласагуна відкрили ворота монголам, за що місто отримало назву Гобалик — «лагідне місто». Кучлук, не зумівши організувати опір, втік в гори Паміру, Бадахшан, де був спійманий і вбитий. Перед Чингісханом відкрилася дорога в межі Хорезма.

## Війна з Хорезмом
Хорезм на початку XIII століття був великою мусульманською державою Центральної Азії. Однак вразливим місцем у державі було всесилля канглійської і кипчацької знаті, яка займала провідні пости в адміністративному та військовому апараті. Мати хорезмшаха Мухаммеда Теркен-хатун походила з кипчакського правлячого роду, а за іншою версією вона була з кангли і володіла величезним впливом при дворі, фактично сама призначаючи своїх родичів на всі ключові державні пости. Користуючись їхньою підтримкою, вона фактично очолила опозицію своєму синові. Особливо загострилися їхні стосунки перед монгольською навалою. Значні гарнізони розташовувалися у всіх великих містах Хорезма: Самарканді, Бухарі, Отрарі. А 1212 кангли брали участь у придушенні повстання Караханідів Османа в Самарканді.

### Передумови конфлікту
Чингісхан в 1215 році домовився з Хорезмом про добросусідські торгові відносини. Незабаром після того, як посольство Чингісхана повернулося з Хорезму, він послав туди своїх перших купців. Це був великий і багатий купецький караван, що складався з 450 мусульманських купців і декількох десятків монгольських офіцерів. Вони були схоплені і вбиті, звинувачені в шпигунстві Інальчиком Каїр-ханом, правителем Отрару. Це стало зручним приводом для організації грандіозного походу монгольської армії. Восени 1219 році Чингісхан рушив своє військо з берегів Іртиша на захід. У тому ж році вони вдерлося в Мавераннахр.
Розгніваний Чингісхан зажадав видачі Каїр-хана, але хорезмшах, боячись гніву канглійської знаті, відмовився. Замість того, щоб виконати вимогу, Мухаммед обезголовив одного з послів монгольського хана, а інших відпустив, попередньо обрізавши їм бороди.
Після перемоги над Кучлуком і знищення Каракитайської держави, яка загрожувала лівому флангу, а згодом тилу і комунікаціям монгольської армії в гіпотетичному поході на Хорезм, монгольське військо на чолі з Субедей-багатуром і Тохучар-нойоном наблизилося до кордонів Хорезму і зіткнулося з військами хорезмшаха. Праве крило хорезмського війська під командуванням сина Мухаммеда, Джелал-ад-Діна, домоглося успіху на своєму фланзі і допомогло центру і лівому крилу свого війська. До настання темряви жодна зі сторін не добилася вирішальних результатів. Вночі монголи розпалили вогнища і покинули місце битви.
Навесні 1219 року, ще не закінчивши завоювання Китаю, Чингісхан відправив війська на захід.

### Підготовка сторін до війни
У верхівці хорезмійської знаті розділилися думки з питання способу протидії майбутнього монгольського вторгнення. Екстрено зібрана вища державна рада не змогла виробити розумний план воєнних дій. Варіант військового походу для зустрічі монгольського війська на північно-східних кордонах держави пропонувався, але, судячи з усього, реалізований не був. Імам Шихаб ад-Дін Хівакі, сподвижник хорезмшаха і глава шафиїтів Хорезма, запропонував зібрати народне ополчення і всіма бойовими силами зустріти ворога на берегах Сирдар'ї. Пропонувалися й інші плани військових операцій, але султан обрав тактику пасивної оборони.
Хорезмшах і сановники та полководці, що підтримували його, недооцінюючи облогове мистецтво монголів, покладалися на фортецю міст Мавераннахра. Шах вирішив зосередити основні сили на Амудар'ї, підкріпивши їх ополченцями з сусідніх провінцій. Мухаммед і його воєначальники, засів у фортецях, розраховували напасти на монголів після того, як вони розсіються по країні в пошуках здобичі.
У великих містах північно-східної частині держави розташовувалися потужні гарнізони, була відбудована стіна навколо Самарканда і викопаний рів, хоча Мухаммед сумнівався в ефективності оборонних споруд. Зосередження більшої частини військ планувалося провести на південний захід від Амудар'ї, там же повинен був розташуватися основний осередок опору.
Перед початком військових дій монголи провели глибоку широкомасштабну розвідку сил противника. Коли в ставці монгольського хана звели воєдино всі донесення інформаторів, було вирішено зробити ставку на раптовість і мобільність монгольських військ.
Влітку 1219 року для походу на Хорезм Чингісхан підготував, за різними даними, від 150 до 200 тисяч чоловік. Хорезмійський султан Мухаммед без проблем міг зібрати і виставити проти завойовників зі Сходу в два рази більшу армію. Однак це були погано підготовлені, малодисципліновані загони, до того ж Мухаммед боявся власних емірів, які в будь-який момент могли влаштувати проти нього заколот.

### Початок війни
В 1219 році Чингізхан особисто виступив у похід з усіма своїми синами і з головними військовими силами. Армія завойовника була розділена на кілька частин. Однією командували його сини Чагатай і Угедей, залишені батьком осаджувати Отрар; другу очолив старший син — Джучі. Його основною метою було завоювання Сигнака і Дженда. Третя армія була спрямована на Ходжент. Основні сили під проводом Чингісхана і його сина Толуя повинні були захопити Самарканд.
Облога Отрара силами кількох туменів почалася у вересні 1219 року і тривала близько п'яти місяців. Каїр-хан, знаючи, що монголи не пощадять його, відчайдушно захищався. Зрада одного з воєначальників прискорила падіння Отрара. Вийшовши вночі з міських воріт, він здався монголам. Через ці ж ворота нападники увірвалися в місто. Частина військ і жителі замкнулися у фортеці і продовжували оборонятися. Тільки через місяць монголи змогли взяти цитадель. Всі її захисники були вбиті, фортеця зруйнована, Каїр-хан страчений, а місто після розграбування зрівняли з землею. Бранці (хашар) з Отрара потім були використані при штурмі Ходжента і Самарканда.
Загони Джучі, які здійснювали походи по Сирдар'ї, навесні 1220 року підійшли до Сигнаку. Облога його тривала сім днів, після чого монголи увірвалися в місто і зруйнували всі його фортечні споруди. За короткий термін монголам підкорилися Узген, Барчинлікент і Дженд. 10-тисячний загін взяв Янгікент і попрямував в пониззя Сирдар'ї, мобілізував там 10 тис. туркменів. Вони повстали, були частково розбиті, а частково відступили на південь, у напрямку Мерва. Основні сили Джучі розташувалися в районі Дженда.
В 1220 році третя армія чисельністю 5 тис.чол. взяла Бенакент і оточила Ходжент, теж розташований на Сирдар'ї. Протягом облоги чисельність монгольського війська збільшилася до 20 тис. чол., чисельність використовуваних при облозі полонених — до 50 тис. чолл. Тимур-Мелік, який керував обороною острівної фортеці, відплив вниз по Сирдар'ї. Монголи організували переслідування, а коли Тимур-Мелік досяг району розташування військ Джучі, він був змушений висадитися на лівий берег річки і зміг з боєм втекти від переслідування, потім вбити монгольського намісника в Янгікенті.
Четверта армія, очолювана самим правителем монголів і його сином Толуєм, підійшла до Бухари (гарнізон за різними даними 3 тис. або 20 тис. чол.), яка після короткої облоги потрапила в руки монголів у березні 1220 року. Жителі зазнали жорстокого насильства, а місто було розграбоване, зруйноване і спалене монголами, бранці були відправлені на облогу Самарканда. Залишивши Бухару в руїнах, Чингісхан по долині Согдіани попрямував до Самарканду (гарнізон за різними даними 40 тис. або 110 тис. чол.; 20 бойових слонів). На третій день частина духовенства відкрила йому ворота і без бою здала місто. 30000 воїнів-канглів, колишня опора хорезмшаха Мухаммеда і його матері Туркан хатун були страчені монголами.
Так само вчинили і в місті Балх. Але ні в тому, ні в іншому випадку добровільна здача не врятувала жителів міста від насильства і грабежу. За даними китайського паломника Чан Чуня, від 400 тисячного населення міста Самарканда залишилося в живих лише 50 тисяч.
Без бою програвши війну і не маючи підтримки Мухаммед втік на один з пустельних островів Каспійського моря, де в селі Астара і помер у лютому 1221 року, передавши владу своєму синові Джелал-ад-Діну. Три тумени на чолі з Джебе, Субедей-багатуром і Тохучар-нойоном переслідували Мухаммеда. Проходячи через володіння Хан-Меліка, Тохучар в порушення попередньої домовленісті почав грабувати і брати в полон жителів, в результаті чого був відкликаний Чингісханом і понижений на посаді.
Далі Самарканда Чингісхан не пішов, а відправив Толуя з 70-тисячною армією на підкорення Хорасана, а на початку 1221 року 50-тисячна армія Джучі, Чагатая і Угедея підступила до столиці Хорезму — міста Ургенч. Після семимісячної облоги монголи взяли його, розгромили, а жителів забрали в полон. Потім Чингісхан дав доручення Джучі продовжити завоювання у Східній Європі, де його війська повинні були з'єднатися з посланими туди Джебе і Субедеєм, але той ухилився від його виконання.

### Завоювання Східного Ірану
Тим часом Толуй разом зі своїм військом увійшов в провінцію Хорасан і взяв штурмом Нессу, після чого з'явився перед фортечними стінами Мерва. Під Мервом були використані бранці майже з усіх міст, раніше захоплених монголами. Скориставшись зрадою жителів міста, монголи захопили Мерв і у властивій їм манері розграбували і спалили місто в квітні 1221 року.
З Мерва Толуй відправився в Нішапур. Чотири дні його жителі відчайдушно билися на стінах і вулицях міста, але сили були нерівні. Місто було взято, і, за винятком чотирьохсот ремісників, залишених у живих і відправлених у Монголію, інші чоловіки, жінки і діти були по-звірячому вбиті. Герат відкрив свої ворота монголам, але це не врятувало його від розорення. На цьому етапі свого просування по містах Азії Толуй отримав наказ від батька приєднатися до його армії в Бадахшані. Чингісхан збирався після невеликої перерви, під час якого він захопив Газні, відновити переслідування Джелал-ад-Діна, який, зібравши 70-тисячне військо, завдав поразки тридцятитисячному загону монголів на чолі з Шигі-Кутуку при Первані. Чингіз-хан, який у цей час був пов'язаний облогою Талькана, незабаром опанував міцним містом і міг сам з головними силами виступити проти Джелал ад-Діна; тил його забезпечувався загоном Толуя в Хорасані. Ватажок монголів на чолі тридцятитисячного війська наздогнав Джелал-ад-Діна в грудні 1221 року на березі річки Інд. Армія хорезмійців налічувала 50-тисяч чоловік. Монголи провели обхідний маневр по труднопроходимій скелястій місцевості і завдали удару хорезмійцям у фланг. Також Чингісхан ввів в бій елітний гвардійський підрозділ «Багатурія». Армія Джелал-ад-Діна була розбита, а сам він з 4 тисячами воїнів врятувався вплав.
У погоню за молодим султаном, який втік цього разу в Делі, Чингісхан відправив двадцятитисячне військо. Спустошивши провінції Лахор, Пешавар і Мелікпур, монголи повернулися в Газні. Ще 10 років Джелал-ад-Дін боровся з монголами, поки не загинув в Анатолії в 1231 році.
За три роки (1219-21) під ударами монголів пало царство Мухаммеда Хорезмшаха, що простягалася від Інду до Каспійського моря, його східна частина була завойована.